# Линейно-упругая механика разрушения
Лине́йно-упру́гая или лине́йная меха́ника разруше́ния (ЛУМР) — наиболее часто применяемый в инженерных приложениях раздел механики разрушения твёрдых тел.

## Основные допущения ЛУМР
1. Материал является идеально-упругим (т. е. во всём диапазоне напряжений соблюдается линейный закон Гука).
2. Деформации являются малыми по сравнению с размером детали и длиной трещины.
3. Принимается, что материал является сплошным.

## Основные критерии роста трещины
- Энергетический критерий (см. Механика разрушения твёрдых тел), основанный на балансе выделения и поглощения энергии у вершины трещины.
- Силовой критерий, основанный на анализе напряжённо-деформированного состояния тела в некоторой области у вершины трещины. Согласно силовому критерию, разрушение наступает тогда, когда решение соответствующей задачи линейной теории упругости не существует (критерий Леонова — Дагдейла).

Наиболее распространёнными конструкционными материалами являются металлические сплавы, которые в своём большинстве являются упруго-пластическими. Критерием применимости ЛУМР является величина зоны пластической деформации у вершины трещины. С достаточной для инженерной практики точностью можно считать, что ЛУМР даёт корректные результаты при размере пластической зоны, составляющем менее 10 % от длины трещины.